# مارسيو سوزا
مارسيو سوزا (بالإنجليزية: Márcio Souza)‏ (4 مارس 1946 - 12 أغسطس 2024)، هو كاتب وروائي برازيلي.

## الجوائز
- زمالة غوغنهايم